# AG超玩会
成都AG超玩会（英語：Chengdu All Gamers），是AG电子竞技俱乐部旗下的王者荣耀分部，王者荣耀人气最高的战队，获得多次KPL最受欢迎战队，目前参加王者荣耀职业联赛（KPL）和年度总决赛和挑杯。
AG超玩会前身为，由王者荣耀知名主播“零度”所创办的超玩会、龙珠和AG电子竞技俱乐部合并而组建的王者荣耀职业战队。AG超玩会于2018年春季赛降级，但在2019年8月12日官方公布消息，AG超玩会成功收购KPL职业联赛现役战队BA黑凤梨，并成功通过审核，以AG超玩会名义参加2019KPL秋季赛，并获得了2019年KPL秋季赛总冠军。2021年，AG宣布參傳說對決AIC國際錦標賽，並公布參加成員憶安、夢淚、湯湯、阿楠、愛思、無痕，最終以2勝1和3敗止步小組賽。2023年获得世界冠军杯冠军，2024年获得夏季赛冠军，年度总决赛冠军和挑战者杯冠军。2025年获得春季赛冠军，达成四连冠成就，超越QGhappy和Estarpro成为连续获得冠军最多的队伍。

## 成立
在2016年王者榮耀冠軍盃结束，获得亚军的超玩会、龙珠与AG电子竞技俱乐部达成协议，2家俱乐部将会合并，更名为AG超玩会参加2016王者荣耀职业联赛秋季赛。

## 历史

### 2016年KPL秋季赛
AG超玩会以B组第1晋级季后赛，AG超玩会除第一场输给MU之外，常规赛和季后赛以全勝战绩晋级总决赛，共12连胜。AG超玩会在总决赛對上有“黑马”及“战术大师”之称的As仙阁，並2比3不敌对手，以亚军的成绩结束了该季的赛程。

### 2017年KPL春季赛
AG超玩会在经历16年秋季赛无缘冠军后，AG超玩会在休赛期间原主力上单“杰斯”宣布离队，并加入由前超玩会、龙珠的创办人“零度”所创的sViper战队并担任队长。让AG超玩会的阵容分崩离析，但AG超玩会在转会期结束后，宣布原SC.月痕，sViper.流苏和稳住我们能赢战队的夜神加入AG超玩会，让粉丝放下心头大石，不只是保主队长老帅，明星选手梦泪等其他选手，还引入多名强援，让AG超玩会在该季依旧保持争冠的可能性。AG超玩会该季常规赛以16胜6负排名第3名晋级季后赛，而在季后赛首轮AG超玩会将对上上赛季让AG超玩会无缘夺冠的卫冕冠军AS仙阁，但AG超玩会以4比0零封了对手，让AS仙阁提前无缘卫冕冠军。在4强半决赛中AG超玩会面对大黑马WeFun依旧以4比0的比分强势晋级总决赛，连续2个4比0让AG超玩会粉丝认为AG超玩会首冠只差一步之遥。但AG超玩会将在总决赛面对该季史上最大的对手QGhappy，该季QGhappy常规赛表现强势，创下KPL创建以来最高连胜，15连胜。但AG超玩会因季后赛表现优异，而让所有的粉丝认为双方都有5成夺冠的机会。但是AG超玩会却在总决赛中却以0比4的比分被QGhappy无情横扫，再次无缘总冠军。

### 2017冠军杯
在2017王者冠军杯AG超玩会在第一轮以1比3不敌对手XQ，让AG超玩会提前结束冠军杯的征程。

### 2017秋季赛
2017年8月AG超玩会宣布原在2017年春季赛总决赛后2017年7月宣布上任的主教练“寒夜”突然宣布辞去AG超玩会的主教练一职，打乱了AG超玩会的备战计划。但无阻AG超玩会在转会期引援的计划，该季AG超玩会除原替补打野夜神宣布退役之外，其余队员将继续为AG超玩会效力。转会期间AG超玩会宣布原As仙阁.屿秋，eStar.兔子及2名青训选手“小飞”和“富贵”加入AG超玩会一线名单。AG超玩会除老帅，Vv和梦泪保持首发之外，原春季赛的流苏和兰息则失去首发的位置，该赛季常规赛AG超玩会几乎首发频繁轮换，让AG超玩会该季常规赛表现中规中矩。AG超玩会在季后赛首轮面对RNG.M，AG超玩会虽然连续拿下3个赛点，但却被对手连追3局被对手逆转，3比4不敌RNG.M，结束该季征程。

### 2018春季赛
2018初AG超玩会传出队长“老帅”即将转会离队，这消息传出震惊王者荣耀职业联赛圈。最终AG超玩会在转会期宣布“老帅”将挂牌出售，最终“老帅”成功以千万人民币转至GK战队。AG超玩会在老帅离开后，引入了原QGhappy前队长MC，以及多个青训选手，原AG超玩会的上单选手Vv将担任队长一职。但AG超玩会因适宜版本及无法定下主教练一职，让AG超玩会以1胜16负的战绩西部垫底，建队以来无缘季后赛。在保级赛中AG超玩会0比4不WeFun.D，将降级需要打KPL预选赛来争夺2席KPL名额。但AG超玩会在预选赛以9连败的战绩无缘打进需要进入KPL的积分门槛，无缘2018秋季赛。

### 降级后
降级后的AG超玩会依旧还是在K甲接连不断的输掉比赛，最终迎来了残酷的26连败。AG超玩会宣布征战2018年春季赛的大部分选手包括梦泪，队长Vv等，将不会代表AG超玩会征战次级联赛。在QGS联赛第1轮不敌同样降级的WeFun.D后，AG超玩会因无法达到打KPL冬季预选赛的积分门槛，让AG超玩会宣布该战队将暂时不会参加任何关于王者荣耀的比赛，以及微博无期限停更，疑似解散。但AG超玩会旗下的青训队伍SG以及AG.Y依旧活跃在次级联赛，打破了解散的谣言。

### 回归KPL
在2019年8月初传出离开了将近1年多KPL的AG超玩会将会以收购BA黑凤梨的方式回归KPL。此谣言传出惊动了王者圈，在更多社交媒体上风传此消息。但据说KPL官方因为不想因为AG超玩会回归KPL一事影响在马来西亚举办着淘汰赛的2019王者荣耀世界冠军杯，而不做此回应。在2019年世界世界冠军杯结束后的一天后官方正式宣布AG超玩会成功收购BA黑凤梨回归KPL的消息，这将是AG超玩会时隔534天后正式重回KPL。

### 2019秋季赛
在确定AG超玩会回归KPL后，粉丝特别关注AG超玩会究竟会以什么阵容征战2019KPL秋季赛。因AG超玩会以收购BA黑凤梨的方式回归KPL所以BA黑凤梨春季赛旗下的11名选手将全员加入AG超玩会，除此之外在2018春季赛大名单上的选手均有资格进入AG超玩会大名单，加上外传前队长“老帅”会转会回归AG超玩会，让粉丝期待到底AG超玩会能否以最强阵容打秋季赛。转会期结束后，官方公布了AG超玩会2019秋季赛的大名单，AG超玩会将保留原BA黑凤梨的BA.六点六（6.6）、BA.一诺、BA.小剑、BA.Top以及春季赛BA黑凤梨从终极高手签下的“麟羽轩”（新ID：麟羽）和BA黑凤梨在被收购前定下的新秀选手“笑影”。转会期AG超玩会则签下多名选手分别为前队长原RW侠.老帅、RW侠.爱思、eStar Pro.MC及青训提拔队员“蓝柚”，而2018春季赛的AG超玩会10人大名单选手，只剩AG超玩会.梦泪入选本季大名单。新赛季AG超玩会表现亮眼，首战3比2战胜XQ终结了26连败。常规赛AG超玩会以11胜3负的战绩西部排名第一晋级季后赛，但季后赛首轮遇上宿敌QGhappy，1比4不敌对手，掉落败者组。在败者组第3轮AG超玩会4比2战胜TS，晋级下轮，在败者组半决赛AG超玩会遇上同样是夺冠大热门的eStar，双方鏖战7局，AG超玩会以4比3险胜eStar。在败者组决赛面对黑马战队DYG.JC，AG超玩会4比0击败DYG.JC，时隔2年半再次晋级总决赛，並最終於12月14日以4比1比分戰勝QGhappy奪冠。

### 2019年王者荣耀冬季冠军杯
因AG超玩会是2019KPL秋季赛的三强，所以不需要进行预选赛，直接晋级八强。AG超玩会八强的对手是来自KRKPL赛区的ROX Phoenix。AG超玩会以最终以4比1的比分战胜了他们的对手，晋级半决赛。在半决赛当中，AG超玩会再次面对宿敌QGhappy。但这次的AG超玩会没能延续秋季赛总决赛的气势，2比4败北于QGhappy，与TS位居季军。

### 2020春季赛
随着AG超玩会的教练月光宣布卸下主教练一职，AG引入了RW侠的教练DGC来替代月光。同时，AG也引入了3位主力，无痕，最初以及七年。他们也添加了自己的主场成都。赛季初，AG以绝对的优势3比0零封了宿敌QGhappy,取得2020年KPL春季赛开门红。AG超玩会以12胜3负获得西部第一晋级胜者组。胜者组第一轮面对RNG.M，AG超玩会以4比1的大比分闯入胜者组决赛，并再以4比2的比分战胜对手DYG冲进了2020年KPL春季赛总决赛。总决赛AG超玩会面对TS战队。而这一次的总决赛，AG超玩会没能成功卫冕，以3比4败北于TS战队，再一次位居亚军。

### 2020年王者荣耀世界冠军杯
虽然AG超玩会无缘总冠军，但AG超玩会以2019-2020年世界冠军杯积分年积分第一成功的晋级了2020年王者荣耀世界冠军杯小组赛。在经历了两连败的小组赛，AG超玩会的主教练DGC卸下了主教练的身分。AG超玩会由赛训总监张角代替了DGC担任临时主教练。经历了换帅风波后，AG超玩会在顶着两连败的压力，在后三场的比赛一路连胜杀出了被称为"死亡之组"的A组，成功晋级四分之一决赛(8强)。在四分之一决赛中，AG超玩会在领先3比0的情况下，被对手VG连追三局，强行将比分拖入巅峰对决。在巅峰对决中，AG超玩会凭借着老道的经验，4比3拿下VG，成功晋级半决赛。半决赛AG超玩会将面对到在2020年KPL春季赛冠局TS。而在4强淘汰中AG超玩会依旧以3比4不敌TS，无缘2020年王者荣耀世界冠军杯的总决赛。

### 2020秋季赛
随着2020世界冠军杯的结束，KPL迎来了秋季转会期。再次，AG超玩会引进了来自TES的汤汤以及征战了两个赛季次级联赛的队员阿泽来进行阵容补强。前主教练月光也宣布回归主教练一职，而代理教练张角也回归了赛训总监一职。在秋季赛的首战，AG超玩会将面对春季赛以及世冠冠军TS(现已跟名Weibo.TS)。在此之前，AG超玩会已经吞下WB.TS的三连败。但这次，AG派出了三冠王辅助最初以及阿泽首发，并且以大比分3比0零封了WB.TS，取得秋季赛开门红。在经历了开赛两连胜后，AG超玩会在常规赛第三场以1比3的比分败北于南京Hero久竞。在此之后，AG超玩会在常规赛第四场面对西安WE，在对手2比0领先3个赛点的情况下，成功扭转局势，让二追三。之后，AG超玩会边迎来了自己的高峰期，豪取联赛9连胜，并且零封了各路豪门战队。但是到了常规赛尾端，AG超玩会先是被佛山GK终结了9连胜，又在常规赛最后一场比赛以1比3不敌杭州LGD大鹅，最终以12胜3负在积分榜排名第二拿下胜者组名额。AG超玩会将会在胜者组第一轮对阵Weibo.Ts，AG超玩会4比0赢下比赛，闯进胜者组决赛且获得冬季冠军杯正赛资格。在胜者组第二轮，AG超玩会面对到DYG，复刻了春季赛的赛程。但这次，DYG成功复仇，4比2拿下AG超玩会，将AG超玩会逼入败者组。在跌入败者组后，AG超玩会将会面对杭州LGD大鹅，AG超玩会这次以4比1战胜了LGD大鹅，自回归以来连续三个赛季都闯入了总决赛。12月19日当天，在重庆的总决赛现场，AG超玩会慘被DYG零封，再一次倒在了总决赛舞台，位居亚军。这是参与王者荣耀的所有比赛的第五个亚军。

### 2020冬季冠军杯
2020年12月31日，AG超玩会公布2020年王者荣耀冬季冠军杯名单，在2020KPL秋季赛担任主要首发的爱思和六点六（6.6）未进入名单，由最初及啊泽取而代之。第一轮八强淘汰赛AG超玩会4比2战胜广州TTG，晋级四强淘汰赛。在四强淘汰赛AG超玩会2比4不敌南京Hero久竞，止步四强。

### 2021春季赛
在经历了秋季赛以及冬季冠军杯的失利之后，主教练月光宣布卸任，助教以及数据分析师都接连辞去了他们的职位。这使得超玩会在这段期间的赛训组只剩下张角一人了。过了一段时间，在KPL赛制更改了之后，随着转会期也来了。AG超玩会趁着这个转会期补强了自己的阵容。他们花了将近一千两百万签下了来自上海EDG.M的打野初晨以及辅助小北，同时也签下了自由人1987。原AG超玩会的对抗路六点六(6.6)以及辅助最初则称这个转会期转会到了RNG.M。同时，AG超玩会也找来了他们青训教练Awoke来担任主教练，来自RW俠的月下则担任助教。季前赛AG超玩会被分到了Y组，AG超玩会又遇到了在总决赛零封他们的深圳DYG,但这次的AG超玩会没让深圳DYG得勝，以干净利落的2比0拿下比赛，取得季前赛开门红。AG超玩会以6胜1负锁定Y组第一，锁定S组席位。常规赛的首轮阶段，AG超玩会以4胜1负位列S组第一并且获得第二轮S组的常规赛资格。常规赛第二轮，AG超玩会以4胜1负，提前锁定S组第三轮以及季后赛的名额。常规赛第三轮，AG超玩会以3胜2负排在S组第2位，成功晋级季后赛胜者组，季后赛首轮对手是来自S组第三的广州TTG。在胜者组第一轮，AG超玩会以2比4的成绩不敌广州TTG，掉入败者组，失去了提起晋级四强的先机。AG超玩会在掉入败者组的第一战就是面对TES，这次AG超玩会以4比2战胜了滔搏，成功晋级败者组半决赛。败者组半决赛AG超玩会的对手是武汉eStarPro，AG超玩会以4比0零封对手武汉eStarPro，成功晋级败者组决赛，对手是首轮战胜成都AG超玩会的广州TTG。此次成都AG超玩会以3比4再次不敌广州TTG，这也是成都AG超玩会至2019年KPL秋季赛回归以来首次无缘KPL总决赛

### 2021年王者荣耀世界冠军杯
AG超玩会因世冠积分累计16分，按照2021年王者荣耀世界冠军杯晋级规则，成都AG超玩会在排除2021春季赛总冠军之外积分位列第一已成功直接晋级2021年王者荣耀世界冠军杯小组赛。AG超玩会在世冠小组赛以4胜1负位列A组第一，晋级八强淘汰赛。在八强淘汰AG超玩会以2比4不敌佛山GK，止步八强。

### 2021秋季赛
结束了2021春季赛及2021世冠后，主教练Awoke及赛训总监张角宣布辞去职务。随后AG超玩会宣布前任主教练月光回归AG超玩会担任主教练，前任数据分析师及助教51Godlike、雨夜回归AG超玩会，勿忘及原选手MC共同担任助教并且引进了两位FMVP人物——久诚以及CAT。在月光回归后以竞争上位的方式重新开启了独有的“光之轮换”。这一次月光不仅着重于队员上的人员轮换还让队员不断地轮换各个位置。而一次次的轮换以及赛训的不足导致队伍逐渐步入下坡。有着“常规赛大魔王”著称的AG在第一轮常规赛中以S组第四勉强留在S组。2021年10月24日 成都AG超玩会在位于成都的欧洲中心开启了自己的主场并与佛山GK打响了在主场的第一战，可惜的是AG在主场以2：3的战绩负于佛山GK。在第二轮常规赛中AG惨遭四连败，以大场一胜四负的战绩收官第二轮常规赛。而这是AG超玩会回归以来第一次经历四连败以及常规赛最差成绩。2021年11月6日 AG超玩会以0：3的战绩负于重庆狼队遗憾进入S/A卡位赛。2021年11月10 AG在bo7以2：4败北于知名主播张大仙创办的战队——XYG，遗憾掉入A组。成都AG在a组以三连胜的势头锁定季后赛败者组之后以1：3败给杭州LGD大鹅以及3比2赢下MTG。2021年11月27日 由队长——爱思带领梦泪，唐唐，忆安，阿楠征战傳說對決国际赛（AIC)以2：0的比分战胜日本赛区XE战队。2021年12月4日成都AG在季后赛bo7第一轮对阵到济南RW侠，在外界一致看好成都AG的情况下成都AG在上半场以0比3的大比分落后，爆冷以1：4败北，遗憾被淘汰并且无缘在冬天的挑战者杯，结束2021年秋季赛的赛程。而这是AG回归以来首次在季后赛进入败者组也是第一次在第一轮被淘汰出局。而AIC方面AG只打败了日本以及韩国赛区，在胜负关系以及积分榜单上遗憾止步于小组赛。成都AG超玩会在2021年的故事就此画下句号。

### 2021挑戰者杯
2021的挑戰者杯與往年的規則不同，不僅名字更改，規則也變爲kpl聯賽1-3名直接進入正賽，4-6名需要打選拔賽，k甲冠軍直接進入正賽，k甲2-3名打選拔賽，全國大賽冠亞打選拔賽，而ag超玩會的成績爲kpl并列第十名，因此無緣本次比賽。

### 2022春季赛
因爲上賽季成績為第十，因此ag本賽季被分入a組，第一輪因爲净勝局以一局之差落後於同樣為3勝2負的杭州lgd大鵝，位列a組第3，留在a組。第二輪則同樣以3勝2負的成績落後于第一名5戰全勝的佛山gk與4勝1負的北京wb，無緣S/A卡位賽。第三輪在首場3:1戰勝長沙tes.a后，遭遇三連敗，最後在與杭州lgd大鵝的生死戰中1:3落敗，落後於2戰3勝的lgd，以1勝4負的成績位列a組第5，無緣季後賽，為2019秋季賽回歸以來最差成績。

### 2022夏季赛
ag调动首发席，新秀打野未央、忆安作为对抗路选手、久诚和笑影各别进行轮换，一诺首发席不变、爱思上了首发，而cat则去了替补席。随着张角和月光的离开，小兽担起了ag教练的责任。夏季赛第一轮轮换，ag以a组第二的成绩，时隔200多天再次进入s组。夏季赛第二轮轮换以1胜4负的成绩进入s/a卡位赛，惨遭ksg 4:1战败 ，再次掉入a组。季后赛的最后名额，ag只需要拿下两局比赛即可进入季后赛，而ag以3：1的成绩战胜we，成功闯进季后赛并获得世冠KPL赛区选拔赛资格。ag以积分3，净胜分为2，并且锁定A组第三，晋级季后赛败者组第一轮。败者组第一轮以4:0战胜南京Hero久竞，晋级败者组第二轮。败者组第二轮4:3巅峰对决不敌ksg，无缘总决赛。

### 2022挑戰者杯
2022的挑戰者杯與往年的規則不同，規則變爲2022夏季賽冠亞軍直接進入淘汰賽，而夏季賽3-6名（4支）、k甲夏季賽1-4名（4支）、全國大賽1-4名（4支），共12支隊伍需要打小組賽，而ag超玩會的2022夏季賽成績爲kpl并列第八名，因此無緣本次比賽。

### 2022王者荣耀世界冠军杯KIC
AG在世冠KPL赛区选拔赛以9胜0负的成绩获得世冠的小组赛名额，并以优越的成绩晋级世冠八强。八强赛因选手健康不乐观，无法打出正常水平，4 ：1惨败北京wb，遗憾无缘世冠半决赛及总决赛。

### 2023春季赛
AG在常規賽時引入次级联赛冠军中单和辅助，长生和夏竹。因新隊員加入產生磨合問題，成績不理想，賽季中也有進行打野位的輪換，直至常規賽後期狀態才有所回暖，最終唯一的老將一諾扛住壓力，帶領隊伍挺進季後賽。遺憾的是，AG於季后赛以4 ：1败于武漢Estar，止步八强。

### 2023KPL夏季赛
因为队内明星选手一诺去亚运会，由新人射手极光代替射手位，老将Cat回归并且引入了新人选手原狼队的钟意。第一轮AG4胜1负进入S组，并且第二轮3胜2负位列S组第三。但第三轮时队伍整体状态不佳，且辅助位Cat多次科研拿出不合常理的辅助导致一路连败。即使后来换上自留签轩染代替忆安对抗路，也无济于事。最终6连败，季后赛1：4不敌KSG止步8强。

### 2023年挑战者杯
刚拿了亚运金牌的一诺回归队伍，首战即2:0战胜了苏州KSG，在瑞士轮比赛中3胜2负晋级淘汰赛。淘汰赛第一轮4:0战胜了Tes.A，第二轮同样4:0战胜了主播队XHW，决赛迎战重庆狼队。决赛第一局大优势被翻盘，最终获得亚军。

### 2023王者荣耀世界冠军杯KIC
AG在世冠KPL赛区第二輪选拔赛以2胜4平1负（積分10分），排名第三的成绩，获得世冠的小组赛名额。在小組賽分到A組，最終以4勝2平（積分10分），與重慶狼隊（WOL）同分，但在加賽中獲勝，所以以分組排名第一，晉級八強；在八强赛，以4：0橫掃ONE，晉級勝者组半决赛；並連勝WOL、Hero ，強勢晉級總決賽；最終以4：2戰勝WB，獲得冠軍，这也是AG時隔1477天后奪得他们的隊史第二冠，亦成為第四支奪得世界冠軍的戰隊（前三支為武漢estarpro,北京微博及重慶狼隊）。而他们的发育路选手一诺（徐必成）也凭借这次的冠军勇夺总决赛MVP(FMVP)。一诺（徐必成）也是历史上第一位获得发育路FMVP的选手，他也将世界冠军杯的FMVP专属皮肤交给了他的成名英雄-公孙离。Cat (陳正正）也是历史上第一位獲得雙位置冠軍的選手（中路&輔助）。长生在领奖时大喊“黑子说话”为过去的不甘画上句号。

### 2024年KPL春季赛
在春季赛，AG进行了人员变动，Cat需要休息的關係，新秀原Hero的大帅作为首发。这套首发阵容在常规赛发挥了奇效，三轮比赛13胜2负，只面对KSG时输了两局，第二轮更是五连胜仅输了一个小局，有史以来最有统治力的常规赛大魔王诞生了。在季后赛，首轮AG4:1战胜了DRG，第二轮4:1战胜狼队杀穿胜者组进入决赛。而决赛他们的对手仍是狼队，在决赛前AG.一诺比出了4:0的手势，这种骄傲自大的氛围充斥在AG的每个人身上。随即他们也付出了代价，前两场被狼队接连拿下2:0领先，虽然AG很快追回了两分，但在巅峰对决中狼队祭出奇招成功预判了AG的阵容，无奈遗憾落败，止步亚军。

### 2024年KPL夏季赛
在夏季赛常规赛，AG在首轮4胜1负进入了S组，第二轮同样4胜1负位列S组首位，第三轮3胜2负，最后一局被狼队让二追三。巧合的是，他们季后赛的首个对手仍是狼队，这次AG稳扎稳打4:3战胜了狼队，但在胜者组决赛3:4败于苏州KSG跌入败者组。在败者组4:1战胜了济南RW侠晋级决赛，决赛4:1大胜苏州KSG。钟意获得了自己的第一个打野FMVP。苏州KSG今屿在这场比赛过后被戏称为“决赛软脚虾”，苏州KSG妖刀则被称作“小孩射”。

### 2025年KPL春季赛
在2025年KPL春季赛总决赛上成都AG超玩会4:1战胜了佛山DRG夺得了总冠军，同时达成了四连冠以及队史的第六冠。七进决赛五夺冠军，AG的传奇还在继续。

## 现役名单

### 2025年KPL春季赛大名单

#### 教练组
| ID          | 姓名   | 位置   | 国籍           |
| ----------- | ------ | ------ | -------------- |
| Zwy         | 金昌林 | 主教练 |                |
| Bao         | 常琦   | 副教练 | 中华人民共和国 |
| 李托 (奶茶) | 李托   | 副教练 | 中华人民共和国 |
| MC          | 谢涛   | 助教   | 中华人民共和国 |
| 谭玉林      | 谭玉林 | 经理   | 中华人民共和国 |
| 谢逸超      | 谢逸超 | 经理   | 中华人民共和国 |
| 小原子      | 陈林涵 | 领队   | 中华人民共和国 |

#### 队员名单
| ID   | 姓名   | 位置        | 国籍           |
| ---- | ------ | ----------- | -------------- |
| 轩染 | 刘明   | 对抗路      | 中华人民共和国 |
| 钟意 | 陈家豪 | 打野        | 中华人民共和国 |
| 长生 | 谢承峻 | 中路        | 中华人民共和国 |
| 北诗 | 郑国浩 | 中路 对抗路 | 中华人民共和国 |
| 一诺 | 徐必成 | 发育路      | 中华人民共和国 |
| 小俞 | 周宇   | 发育路      | 中华人民共和国 |
| 大帅 | 孟家俊 | 游走        | 中华人民共和国 |
| Cat  | 陈正正 | 游走        | 中华人民共和国 |

### 传说对决分队
| ID   | 姓名   | 位置   | 国籍           | 备注          |
| ---- | ------ | ------ | -------------- | ------------- |
| Dgc  | 陈旭   | 主教练 | 中华人民共和国 | KPL教练组     |
| MC   | 谢涛   | 助教   | 中华人民共和国 | KPL教练组     |
| 无痕 | 祝昊运 | 凯萨   | 中华人民共和国 | 1V1，主力选手 |
| 梦泪 | 肖闽辉 | 打野   | 中华人民共和国 | 主力选手      |
| 阿楠 | 林甲楠 | 中路   | 中华人民共和国 | 主力选手      |
| 汤汤 | 汤连杰 | 魔龙   | 中华人民共和国 | 主力选手      |
| 爱思 | 唐田   | 辅助   | 中华人民共和国 | 主力选手      |
| 忆安 | 杜国豪 | 凯萨   | 中华人民共和国 | 主力选手      |

## 荣誉
| 排名     | 比赛                     | 最终成绩                |
| -------- | ------------------------ | ----------------------- |
| 冠军     | 2016年QGC夏季赛          | 3:0(对阵eStar)          |
| 亚军     | 2016年王者荣耀冠军杯     | 0:3 (对阵eStar)         |
| 亚军     | 2016年KPL秋季赛          | 2:3（对阵AS仙阁）       |
| 亚军     | 2017年KPL春季赛          | 0:4（对阵QGhappy）      |
| 西部第一 | 2019年KPL秋季赛（西部）  | 11胜3负                 |
| 冠军     | 2019年KPL秋季赛          | 4:1（对阵QGhappy）      |
| 季军     | 2019年王者荣耀冬季冠军杯 | 4:2（对阵QGhappy）      |
| 西部第一 | 2020年KPL春季赛（西部）  | 12胜3负                 |
| 亚军     | 2020年KPL春季赛          | 3:4（对阵TS）           |
| 季军     | 2020年王者荣耀世界冠军杯 | 3:4（对阵TS）           |
| 亚军     | 2020年KPL秋季赛          | 0:4（对阵DYG）          |
| 季军     | 2020年王者荣耀冬季冠军杯 | 2:4（对阵南京Hero久竞） |
| 季军     | 2021年KPL春季赛          | 3:4（对阵广州TTG）      |
| 八强     | 2021年王者荣耀世界冠军杯 | 2:4（对阵佛山GK）       |
| 十强     | 2021年KPL秋季赛          | 1:4（对阵济南RW侠）     |
| A組第5   | 2022年KPL春季赛          | 1:3（对阵杭州LGD大鵝）  |
| 八强     | 2022年KPL夏季赛          | 3:4（对阵苏州KSG）      |
| 八强     | 2022年王者荣耀世界冠军杯 | 1:4（对阵北京WB）       |
| 八强     | 2023年KPL春季赛          | 1:4（对阵武汉eStarPro） |
| 八强     | 2023年KPL夏季赛          | 1:4（对阵苏州KSG）      |
| 亚军     | 2023年王者荣耀挑战者杯   | 2:4（对阵重庆狼队）     |
| 冠军     | 2023年王者榮耀世界冠軍杯 | 4:2（对阵北京WB）       |
| 亚军     | 2024年KPL春季赛          | 3:4（对阵重庆狼队）     |
| 冠军     | 2024年KPL夏季赛          | 4:1（对阵蘇州KSG）      |
| 冠军     | 2024年KPL年度總決赛      | 4:2（对阵重庆狼队）     |
| 冠军     | 2024年王者榮耀挑戰者杯   | 5:3（对阵重庆狼队）     |
| 冠军     | 2025年KPL春季赛季赛      | 4:1（对阵佛山DRG）      |
| 冠军     | 2025年KWC電競世界杯      | 4:3（对阵TT Global）    |